# Mataotero
Mataotero es una localidad del municipio de Palacios del Sil, en la provincia de León (España).

## Enlaces externos

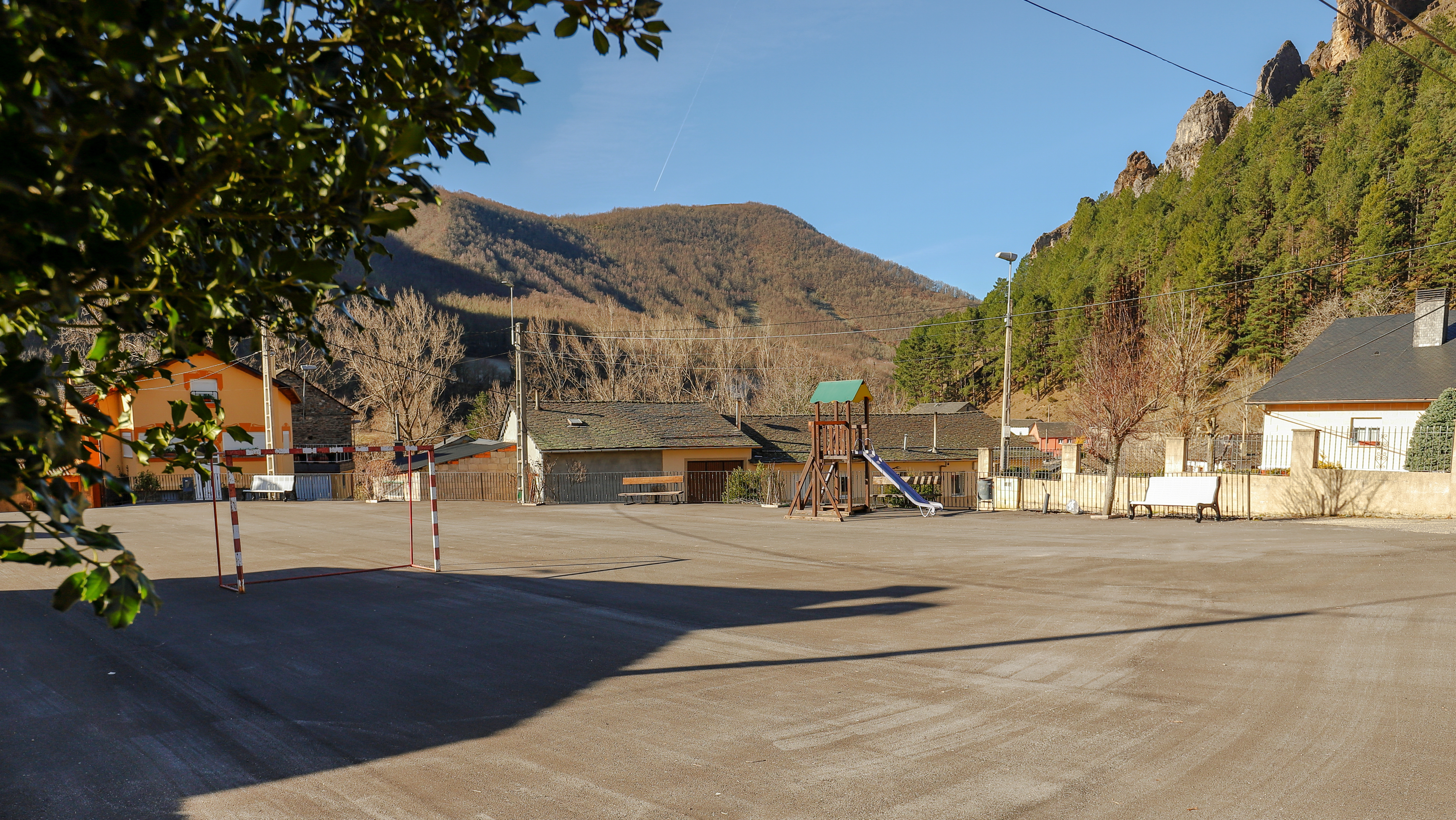
Plaza

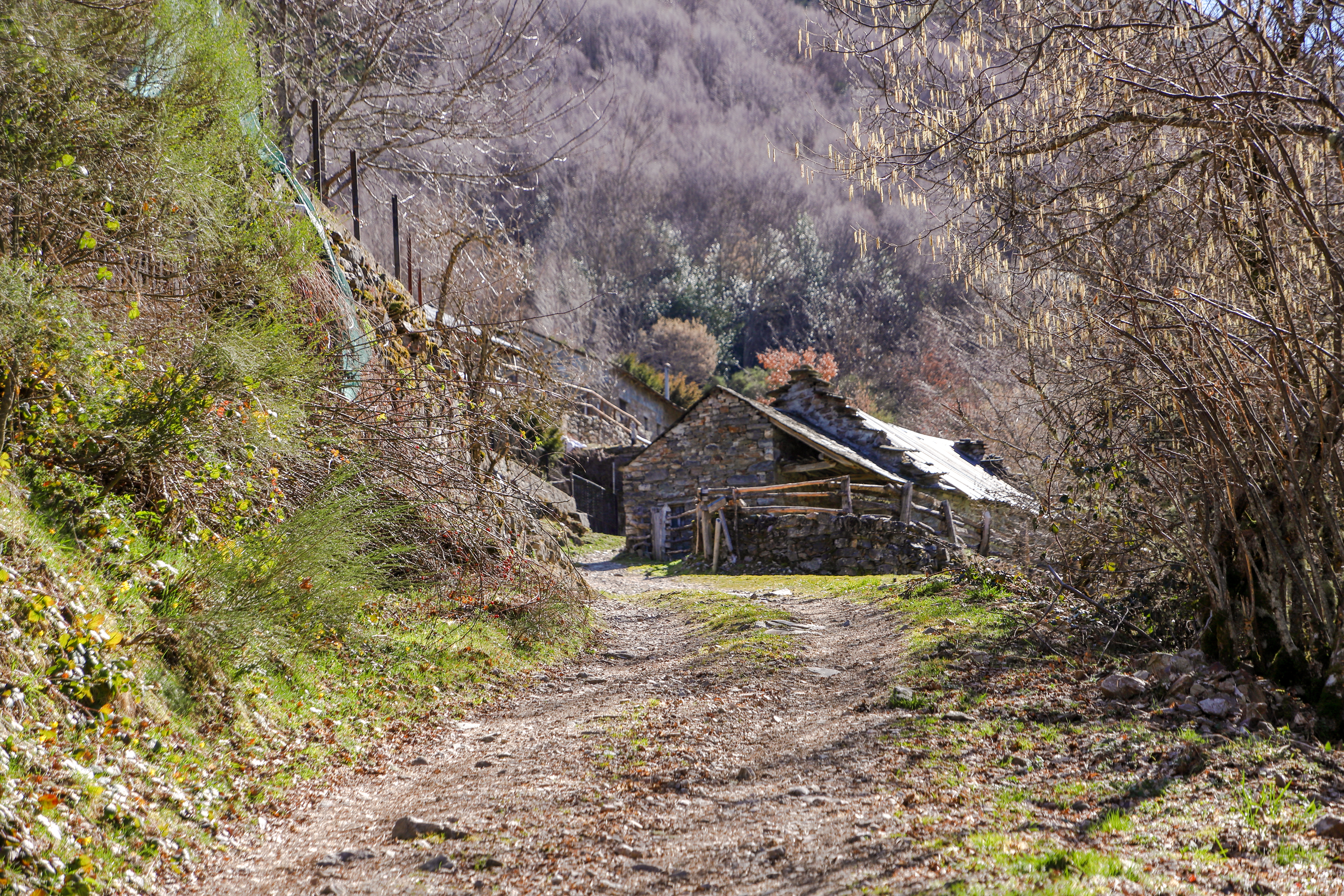
Braña La Seita

## Evolución demográfica
| 2000 | 2001 | 2002 | 2003 | 2004 | 2005 | 2006 | 2007 | 2008 | 2009 | 2010 | 2011 |
| 17   | 23   | 22   | 23   | 23   | 22   | 23   | 23   | 23   | 25   | 24   | 21   |